# Никола Лепојевић
Никола Лепојевић (Краљево, 20. августа 1982) српски је кошаркаш. Игра на позицији бека шутера и тренутно наступа за руски тим Универзитет Сургут. 7 пута је био најбољи стрелац регуларног дела сезоне руске Суперлиге.

## Биографија
Професионалном кошарком је почео да се бави у Слоги из Краљева да би се после две године преселио у Београд, играјући за ОКК Београд. Ту је скренуо пажу на себе пре свега због истанчаног шута а бележио је просечно око 8 поена по мечу.
2004. године потписује уговор са Црвеном звездом  на инсистирање тадашњег тренера Змага Сагадина. У Јадранској лиги је просечно постиѕао 6,2 поена на 31 одиграној утакмици, док је у националном шампионат имао просек од 6,8 поена. Посебно се истицао у шуту за три поена са успешношћу од око 37%. За Црвену звезду одиграо је укупно 57 утакмица и постигао 351 поена.
Након Црвене звезде две године проводи у Грчој у Лариси, да би поново играо Еврокуп са украјинским Химиком. У шампионату Украјине постизао је просечно 11,3 поена у проценат шута за три од 46%. 2008. године први пут одлазу у далеки Сибир у град Сургут, на позив тадашњег тренера Жељка Лукајића.  После једногодишњег повратка у ОКК Београд где је имао фантастичне партије, поново се враћа у Русију где је остао до дана данашњег. Највећи број поена постигао је играјући за Урал 2011. године и то 44, управо играјући против Сургута.  Да би 40 поена постигао 2019. године, овога пута играјући за Сургут против Урала. 

### Репрезентација
Био је члан Б репрезентације Југославије, са којом је учествовао на Медитеранским играма у Тунису 2001. године и Балканским играма 2002. на којима је југословенска репрезентација освојила златну медаљу. На Глобалним играма у Даласу (Тексас, САД) одржаним 2001. године, Никола Лепојевић проглашен је за најбољег шутера за три поена.